# Toxometra
Genre
Toxometra est un genre de comatules de la famille des Antedonidae.

## Liste d'espèces
Selon World Register of Marine Species (22 mars 2015) :
- Toxometra bicolor (HL Clark, 1938)
- Toxometra lepta (HL Clark, 1938)
- Toxometra nomima (HL Clark, 1938)
- Toxometra paupera AH Clark, 1911
- Toxometra poecila (HL Clark, 1938)